# Піратство на Балтійському морі

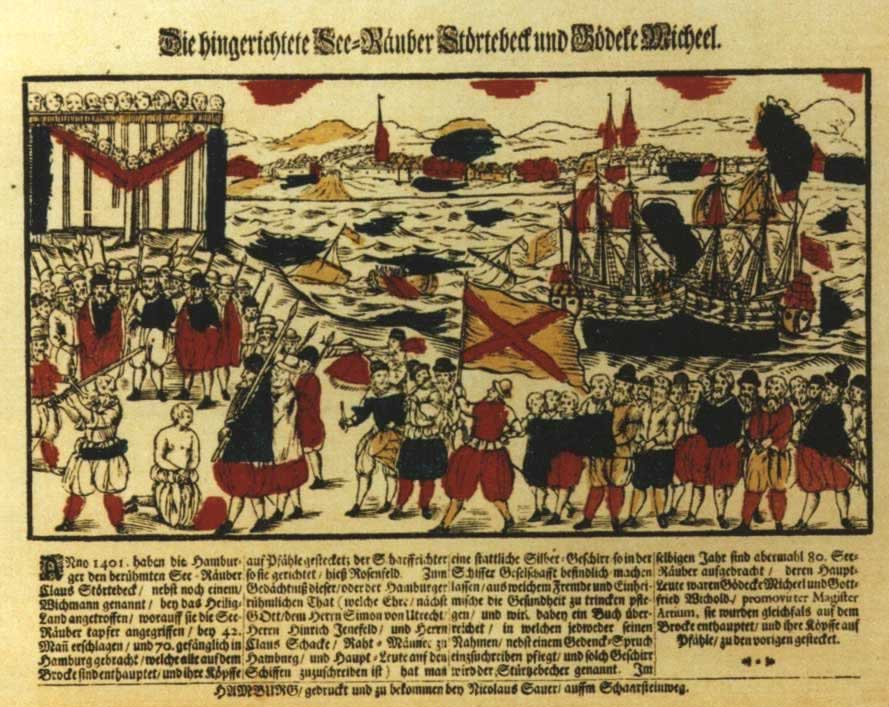
Страта віталійських братів у Гамбурзі

Піратство в Балтійському морі швидше за все з'явилося ще в ті часи, коли в цій місцевості почалося мореплавство і жвава торгівля. В усякому випадку воно вже існувало в часи вікінгів. Нового розквіту піратство в балтійському морі досягло в Середньовіччі у зв'язку з утворенням Ганзи, торгового союзу міст. Серед піратів тих часів можна назвати імена Кірстена Роде та ін.
У XIV—XV ст. пірати на Балтійському морі мали назву вітальєри, віталійці або віталійські брати. Один з найвідоміших з них — Клаус Штертебекер, фольклорний персонаж, відповідник Робін Гуда.

## Зноски
1. ↑  Bjork, David K. (січня 1943). Piracy in the Baltic, 1375-1398. Speculum. 18 (1): 39—68. doi:10.2307/2853638. Процитовано 22 лютого 2024.